# Чериковский уезд
Че́риковский уе́зд — административная единица Могилёвской губернии Российской империи. Уезд граничил со Климовичским уездом на востоке, Чаусским и Мстиславским на севере, Быховским уездом на западе, Рогачевским уездом на юго-западе, и Суражским уездом Черниговской губернии на юге.

## История
Чериковский уезд образован 13 августа 1773 года в составе Мстиславской провинции Могилевской губернии (провинция была упразднена в 1775 году). С 3 апреля 1777 г. в Могилевской, с 3 января 1797 г. — в Белорусской губернии. С 10 марта 1802 г. в Могилевской губернии с восстановлением границ 1777 года. Имелись 4 местечка: Краснополье (Маластовка), Кричев, Малятичи, Студенец.
Площадь 4084 кв. версты, около 150,3 тыс. человек (1897 г.), из них 135,3 тыс. православных, 1,7 тыс. католиков, 13 тыс. иудеев. С 26 апреля 1919 Чериковский уезд в составе Гомельской губернии РСФСР, 14 февраля 1923 г. к нему присоединена Пропойская волость упраздненного Быховского уезда.
3 марта 1924 Чериковский уезд передан БССР, 2 июня 1924 г. вошел в состав Калининского округа.

## Население
По переписи 1897 года население уезда составляло 150 277 человек, в том числе в Черикове — 6381 жит.

### Национальный состав
Национальный состав по переписи 1897 года:
- белорусы — 134 640 чел. (89,6 %),
- евреи — 12 943 чел. (8,6 %),
- русские — 1048 чел. (0,7 %),

## Административное деление
В 1913 году в уезде было 16 волостей: 
| - Белицкая — д. Белица, - Братьковичская — с. Братьковичи, - Долговичская — с. Долговичи, - Должанская — с. Долгое, - Дубровицкая — с. Дубровица, - Комаровичская — с. Комаровичи, - Краснопольская — усадьба Краснополье, - Кричевская — м. Кричев, | - Лобановская — с. Лобановка, - Малятичская — м. Малятичи, - Мхиничская — с. Мхиничи, - Ново-Ельнянская — с. Новая Ельня, - Палужская — с. Палуж, - Самотеевичская — с. Самотеевичи, - Старинская — с. Старинка, - Студенецкая — м. Студенец. |

В результате укрупнения (1923) осталось 8 волостей:
- Братьковичская;
- Краснопольская;
- Кричевский;
- Малятичская;
- Ново-Ельнянская;
- Пропойская;
- Самотеевичская;
- Чериковская.